# Anton Walbrook
Anton Walbrook (19 de noviembre de 1896 – 9 de agosto de 1967) fue un actor austriaco, aunque afincado en el Reino Unido.

## Biografía
Su nombre verdadero era Adolf Anton Wilhelm Wohlbrück, y en un principio era también conocido por el nombre de Adolf Wohlbrück. Nacido en Viena, Austria, descendía de una familia de diez generaciones de actores, aunque su padre había roto con la tradición y era payaso circense. Walbrook estudió con el director Max Reinhardt, iniciando su carrera en el teatro y el cine austriacos.
En 1936 viajó a Hollywood a fin de volver a rodar el diálogo de la película multinacional The Soldier and the Lady (1937), y en el proceso cambió su nombre de Adolf a Anton. En vez de volver a Austria, Walbrook, que tenía parte de su ascendencia judía, decidió afincarse en Inglaterra, donde siguió trabajando en el cine, especializándose en la interpretación de personajes europeos continentales.
El productor y director Herbert Wilcox le eligió para encarnar al Príncipe Alberto de Sajonia-Coburgo-Gotha en Victoria the Great (1937), actuando también en la secuela Sixty Glorious Years al año siguiente. También trabajó en el film dirigido por Thorold Dickinson Gaslight (Luz de gas) (1940), en el papel que Charles Boyer interpretaría en la versión de Hollywood de 1944, Gaslight. En Dangerous Moonlight (1941), un melodrama romántico, interpretaba a un pianista polaco desgarrado con la posible vuelta al hogar. Para el equipo formado por los directores Michael Powell y Emeric Pressburger trabajó en The Life and Death of Colonel Blimp (1943), interpretando a Theo Kretschmar-Schuldorff, y en Las zapatillas rojas (1948), con el papel del tiránico empresario Lermontov. Uno de sus filmes más inusuales, de nuevo con Dickinson, fue The Queen of Spades (1949), un título de género gótico basado en el cuento de Alexander Pushkin La dama de picas, en el cual Walbrook trabajaba junto a Edith Evans. Finalmente, para Max Ophüls fue el jefe de pista en La ronda (1950).
Anton Walbrook se retiró del cine a finales de la década de 1950, y en años posteriores trabajó en producciones teatrales y televisivas europeas. Falleció a causa de un infarto agudo de miocardio en Geretshausen, Baviera (Alemania), en 1967. Sus restos fueron incinerados, y las cenizas enterradas en el cementerio de la Iglesia de St John-at-Hampstead, en Londres, como él había pedido en su testamento.

## Selección de su filmografía

### En Austria y Alemania
- Walzerkrieg (1933), como Johann Strauss I.
- Viktor und Viktoria (1933)
- Die vertauschte Braut (1934)
- Maskerade (1934)
- Die englische Heirat (1934)
- Regine (1935)
- The Student of Prague (1935)
- Ich war Jack Mortimer (1935)
- Der Zigeunerbaron (1935)
- Der Kurier des Zaren (1936)
- Allotria (1936)

### Tras dejar Alemania
- The Soldier and the Lady (1937)
- Victoria the Great (1937) como Alberto de Sajonia-Coburgo-Gotha.
- Sixty Glorious Years (1938) como Alberto de Sajonia-Coburgo-Gotha.
- Gaslight (1940)
- Dangerous Moonlight (1941)
- 49th Parallel (1941)
- The Life and Death of Colonel Blimp (1943)
- The Man from Morocco (1945)
- Las zapatillas rojas (1948).
- The Queen of Spades (1949)
- La ronda (1950)
- Le Plaisir (1952) narrador en la versión alemana.
- L'affaire Maurizius (1954)
- Lola Montès (1955) como el Rey Luis I de Baviera.
- Oh... Rosalinda!! (1955)
- Saint Joan (1957)
- I Accuse! (1958) como el Mayor Ferdinand Walsin Esterhazy.